# Сенат Паасикиви
Сенат Паасикиви (или первое правительство Паасикиви) — второе правительство Финляндской Республики после провозглашения её независимости, которое функционировало под председательством Ю.Паасикиви. Сменило первое правительство Финляндии 27 мая 1918, находилось у власти до 27 ноября 1918 (185 дней).
Партийный состав Сената Паасикиви был следующим:
- Младофинская партия — 7;
- Старофинская партия — 4;
- Аграрная Лига Финляндии — 2;
- Шведская народная партия −1;
- Независимые — 1.

Два члена старофинской партии и шведской партии вышли из состава Сената 29 июня 1918. Все сенаторы — члены Аграрной Лиги подали в отставку из-за активной монархической кампании, проводившейся членами партии «младофиннов».
Преемником Сената Паасикиви стал первый кабинет Ингмана, пришедший к власти 27 ноября 1918.
| Сенаторы                                                               | Задачи                     | Партии                   |
| ---------------------------------------------------------------------- | -------------------------- | ------------------------ |
| Председатель сената Юхо Кусти Паасикиви                                | 27 мая — 27 ноября 1918 г. | Младофинская партия      |
| Руководитель отдела иностранных дел Отто Стенрот                       | 27 мая — 27 ноября 1918 г. | Младофинская партия      |
| Руководитель отдела правосудия Онни Талас                              | 27 мая — 27 ноября 1918 г. | Младофинская партия      |
| Руководитель отдела внутренних дел Артур Кастрен                       | 27 мая — 27 ноября 1918 г. | Младофинская партия      |
| Заместитель руководителя отдела внутренних дел Александр Фрей          | 27 мая — 27 ноября 1918 г. | Шведская народная партия |
| Руководитель отдела по военным вопросам Вильгельм Александр Теслефф    | 27 мая — 27 ноября 1918 г. | независимый              |
| Руководитель финансового отдела Юхани Араярви                          | 27 мая — 27 ноября 1918 г. | Старофинская партия      |
| Руководитель отдела по делам религии и образования Эмиль Нестор Сетяля | 27 мая — 27 ноября 1918 г. | Младофинская партия      |
| Руководитель сельскохозяйственных дел Кюёсти Каллио                    | 27 мая — 27 ноября 1918 г. | Аграрная лига Финляндии  |
| Заместитель руководителя сельскохозяйственных дел Ээро Юрьё Пехконен   | 27 мая — 27 ноября 1918 г. | Аграрная лига Финляндии  |
| Руководитель отдела транспорта и общественных работ Ялмар Кастрен      | 27 мая — 27 ноября 1918 г. | Младофинская партия      |
| Руководитель отдела торговли и промышленности Хейкки Габриэль Рейнваль | 27 мая — 27 ноября 1918 г. | Младофинская партия      |
| Руководитель отдела по социальным вопросам Оскари Вилхо Лоухинувори    | 27 мая — 27 ноября 1918 г. | Старофинская партия      |
| Руководитель редакционного отдела Ялмар Габриэль Палохеймо             | 27 мая — 27 ноября 1918 г. | Старофинская партия      |
| Сенатор без портфеля Самули Сарио                                      | 27 мая — 27 ноября 1918 г. | Старофинская партия      |